# Rie Inō
Pour les articles homonymes, voir Ino (homonymie).
Rie Inō (伊野尾理枝, Inō Rie), née en 1967  à Tokyo, est une actrice japonaise connue pour son interprétation du rôle de Sadako Yamamura dans Ring et Ring 2.
Elle a d'autre part joué dans Inugami, un film de 2001 fondé sur le roman de Masako Bando, et réalisé par Masato Harada.

## Filmographie
- 1998 : Ring (リング, Ringu?) de Hideo Nakata : Sadako Yamamura
- 1999 : Ring 2 (リング2, Ringu 2?) de Hideo Nakata : Sadako Yamamura
- 2001 : Inugami (狗神?) de Masato Harada